# Victoria albipicta
Victoria albipicta là một loài bướm đêm trong họ Geometridae.